# Mauricio Hofmann
Mauricio José Hofmann Núñez (Puerto Varas, 20 de febrero de 1961) es un periodista chileno, especializado en noticias económicas y políticas, conductor de programas informativos en varios canales de televisión y emisoras de radio, analista de noticias en diversos podcasts, editor y creador de programas, además de profesor de periodismo en varias universidades. 

## Carrera profesional
Mauricio Hofmann estudió periodismo en la Pontificia Universidad Católica de Chile (1979-1983). Hizo su práctica profesional en Radio Minería, la agencia informativa UPI y el diario Crónica de Concepción, filial de El Sur de Concepción. Trabajó en el diario La Segunda como periodista de Economía entre 1983 y 1990. En 1988 fue nombrado editor de economía en ese vespertino. En agosto de 1990 se incorporó al primer equipo periodístico del entonces nuevo (y primer) canal de televisión privado del país, Megavisión, como editor y a la vez reportero de economía. Allí creó en primer bloque de noticias económicas en la televisión chilena. Trabajó en esa cadena hasta febrero de 1999. Fue conductor del informativo central, Meganoticias, durante 1991, junto a la periodista Gloria Stanley, en reemplazo de Joaquín Villarino, antes de que allí estuvieran César Antonio Santis y los periodistas Sergio Campos y Susana Horno. En agosto de 1996, lo pusieron a cargo de la conducción de la primera edición de Meganoticias. En marzo de 1999 Hofmann dejó Megavisión y se fue a Televisión Nacional de Chile (TVN) donde condujo programas como Medianoche (marzo 1999-febrero 2001), junto a Consuelo Saavedra y Margarita Hantke y En Debate (2001), junto a Pamela Jiles.
En marzo de 2002 Hofmann llega al Departamento de Prensa de Canal 13 y se convierte en conductor de la edición central de Teletrece a partir del domingo 14 de julio de ese año, sustituyendo a sus colegas Jorge Díaz Saenger y Carolina Jiménez Mery. En el mismo canal condujo durante algunas temporadas Sábado de Reportajes (2003), junto a Claudia Godoy; fue uno de los periodistas entrevistadores de Hora de Infidentes (2004-2005), junto a Nicolás Vergara y Macarena Puigrredón, con la conducción de Antonio Quinteros; y creó y lideró el exitoso programa Efecto Dominó (2007-2008), donde por primera vez se utilizó la tecnología virtual 3D en televisión abierta de manera rutinaria, junto a Daniel Matamala.
El 16 de febrero de 2009 se comunicó que Mauricio Hofmann dejaría Teletrece el 1 de marzo de ese año, para dedicarse a proyectos personales. Pese a ello, la despedida oficial del periodista se realizó al final del noticiero central del 20 de febrero de 2009. Tras su salida de Canal 13, Hofmann participó en programas en la señal cultural de la emisora, 13C, como panelista en Memoria Política (2009) y como creador, editor y conductor del programa de análisis histórico internacional Mundo en Juego (2010).

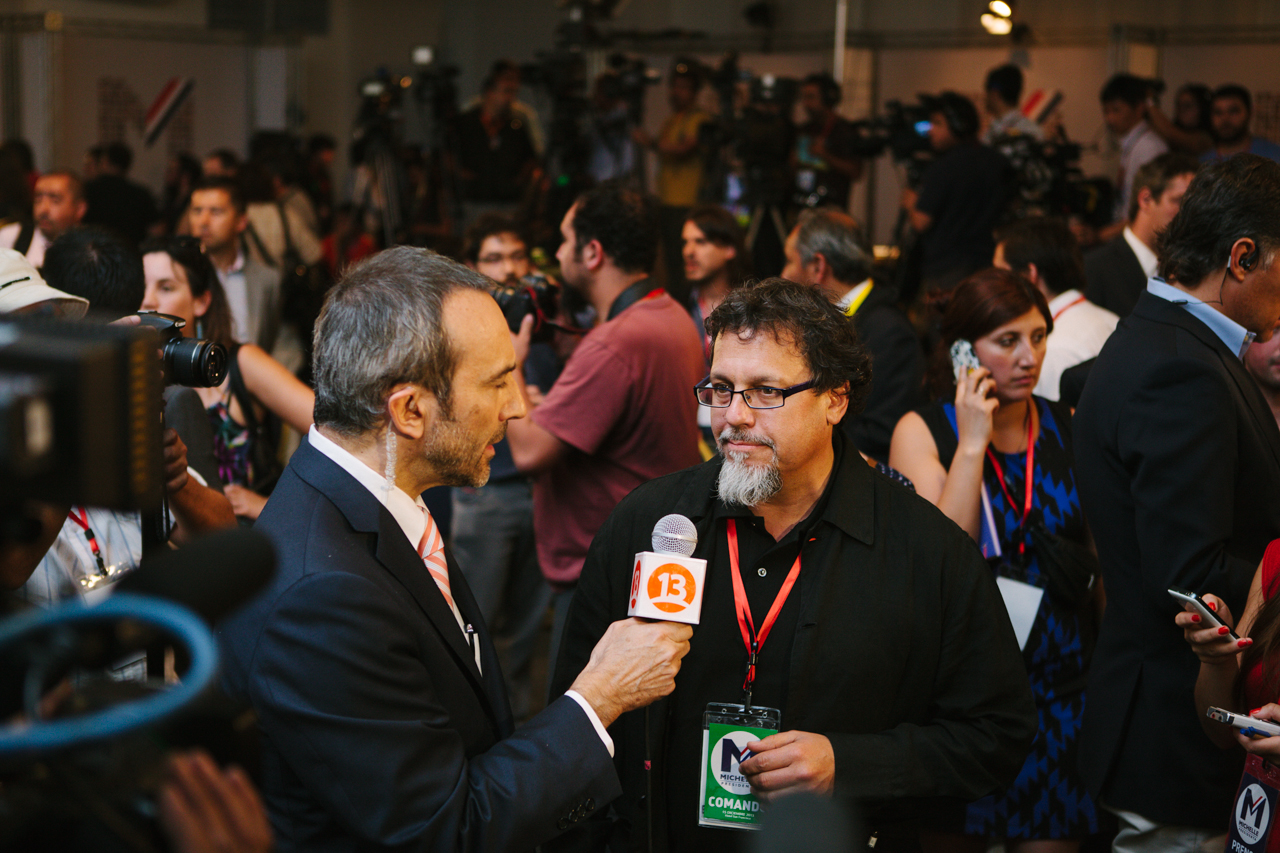
Hofmann (a la izquierda) entrevistando a Ricardo Lagos Weber en 2013.

También ha trabajado durante más de 25 años en radio, donde ha conducido los programas Noticias y Más (marzo 1997-diciembre 1998), junto al analista internacional colombiano Libardo Buitrago, en la desaparecida radio Classica FM; Hablemos en Off (marzo 2001-noviembre 2009), con Nicolás Vergara en Duna FM; Alerta Temprana (enero 2010-diciembre 2011) en Radio 95 Tres FM, junto a Macarena Pizarro, primero, Antonio Quinteros, después y Álvaro Paci, más tarde.
Fue conductor del programa periodístico diario Tiempos modernos, junto a María Elena Dressel en Radio Oasis y también se desempeñó como conductor del noticiero central de 13C, Teletrece C ambos en 2013. A fines de diciembre de 2013 Hofmann dejó 13C y la señal abierta después de 6 meses de su regreso. Luego trabajó en Radio Infinita, donde condujo junto a sus colegas Macarena Puigrredón y Ramón Ulloa, el programa Panorama en Infinita entre marzo y diciembre de 2014. 
En enero de 2015 Hofmann se integró a ADN Radio Chile como conductor del programa informativo matinal ADN Hoy, primero junto a su colega Mirna Schindler (2015-2021), luego con Claudia Álamo (2021-2022), más tarde con Consuelo Solar (2023) y después con Paula Bravo (2023-2024).
Después de diez años en ADN, el 27 de diciembre de 2024, Mauricio Hofmann se despidió de esa emisora.
Ha sido profesor de Periodismo en la Universidad Católica de Chile (periodismo económico y Taller de Televisión 1, 2 y 3), la Universidad Diego Portales (economía política) Universidad Adolfo Ibáñez, (Fundamentos del Periodismo) y en la Universidad Central fue parte del consejo directivo que inició la carrera de Periodismo en 2007.[cita requerida]
Hofmann es uno de los periodistas chilenos que más participaciones ha tenido en debates presidenciales. Su primera participación fue en el debate de primarias Frei-Lagos, en Megavisión, en 1993. En la campaña para primera vuelta condujo en solitario un peculiar debate entre los candidatos José Piñera y el sacerdote Eugenio Pizarro, en vivo desde la Plaza de la Constitución, a metros del palacio de La Moneda; y formó parte del panel de periodistas que interrogaron a los candidatos con más probabilidades, en el debate entre Eduardo Frei Ruiz-Tagle y Arturo Alessandri, en el salón de honor del Congreso Nacional de Santiago, como representante de Megavisión. Ante una de sus preguntas, el entonces senador Frei anunció que su principal proyecto de infraestructura si llegaba al gobierno sería "la doble vía de La Serena a Puerto Montt". En 1999 participó en el debate Lagos-Lavín, representando a TVN, donde ambos candidatos le respondieron que preferían resolver ellos la compra de aviones F-16 para la FACH, forzando al saliente gobierno de Frei a postergar esa inversión. En 2005 fue uno de los periodistas que interrogaron a las precandidatas Michelle Bachelet y Soledad Alvear en Hualpén, como respresentante de Canal 13; y en la campaña de primera vuelta integró el panel que interrogó a los candidatos Bachelet-Piñera-Lavín-Hirsch. En esa ocasión preguntó a los cuatro candidatos si no temían un "estallido social", debido al cúmulo de inequidades y situaciones de exclusión que afectaban a numerosos chilenos. Esa pregunta fue recordada y viralizada luego del estallido social que finalmente se produjo en 2019. En 2013 representó a radio Infinita en el debate radial Bachelet-Matthei, que tuvo lugar en el centro cultural Gabriela Mistral (GAM). Y en representación de ADN participó en 2017 en el debate radial de primarias Piñera-Ossandón-Kast, y en 2021 en el debate de las emisoras de Prisa Media Narváez-Provoste-Maldonado.

## Vida personal
Está casado con la también periodista Ximena Torres Cautivo, y tiene dos hijas: la diseñadora y pintora Ignacia Hofmann (39), radicada en Barcelona; y la directora de cine y guionista Valeria Hofmann (37), radicada en México.
Durante el 2005, Hofmann mantuvo un blog personal en Blogger.com (bajo el dominio mauriciohofmann.blogspot.com, hoy ocupado por otro usuario), en donde planteaba opiniones personales acerca de la contingencia nacional e internacional. Su condición de lector de noticias de Canal 13 influyó en que este sitio web fuera objeto de interés por la prensa, lo que aumentó considerablemente sus visitas y comentarios. Finalmente, el 22 de octubre de 2005, Hofmann anunció el cierre del blog con la frase "Este sitio se autodestruirá en 24 horas", debido a que parte de sus frases, que fueron publicadas por el matutino Las Últimas Noticias, fueron supuestamente sacadas de contexto. Sin embargo, muchos atribuyeron el cierre de dicha página web a presiones por parte de Canal 13.